# Fünf Schoppen
Die Fünf Schoppen (auch als Große Insel bezeichnet) sind eine ungefähr 3,18 Hektar große, aus zwei Inseln bestehende, Inselgruppe im österreichischen Teil des Neusiedler Sees. Die südliche Insel ist mit 1,9 Hektar die größere, während die nördlichere 1,2 Hektar groß ist.

## Geographie
Die Fünf Schoppen liegen südlich der der Freistadt Rust vorgelagerten Ruster Bucht und nördlich der Möwenschoppen. Beide Inseln sind durch einen schmalen und seichten Kanal getrennt, der bei hohem Wasserstand mit größeren Booten vorsichtig durchfahren werden kann. Der Kanal bietet jedoch keinen Platz zum Manövrieren. Beim Sonnenuntergang kann von den Fünf Schoppen aus bei guten Wetterbedingungen der Schneeberg, die Rax und die Hohe Wand erblickt werden.

## Fauna
Auf der Insel wurden die beiden Phacus-Arten Phacus dangeardii und Phacus brachykentron (Einzeller) beobachtet.

## Sport
Auf der Westseite befindet sich eine zum Ankern geeignete Bucht, allerdings nimmt die Wassertiefe zur Mitte hin schnell ab. Am Seegrund befindet sich viel Schlamm, wodurch die meisten Anker an dieser Stelle gut zu verankern sind. Bei niederrangigen Segelregatten des nahe gelegenen Burgenländischen Yacht-Clubs dienen die Fünf Schoppen manchmal als natürliche Bahnmarke. Zwischen den beiden Inseln Fünf Schoppen und dem Ostufer ist der Boden fest und sandig, wodurch sich bei Niedrigwasser kleine Schotterinseln bilden können, daher sollte dieser Bereich mit Segelbooten vorsichtig befahren werden.
2011 wurden zwei Hobbyfischer mit einem Elektroboot im Bereich der Fünf Schoppen gerettet.